# Tom Kristensen (automobilista)

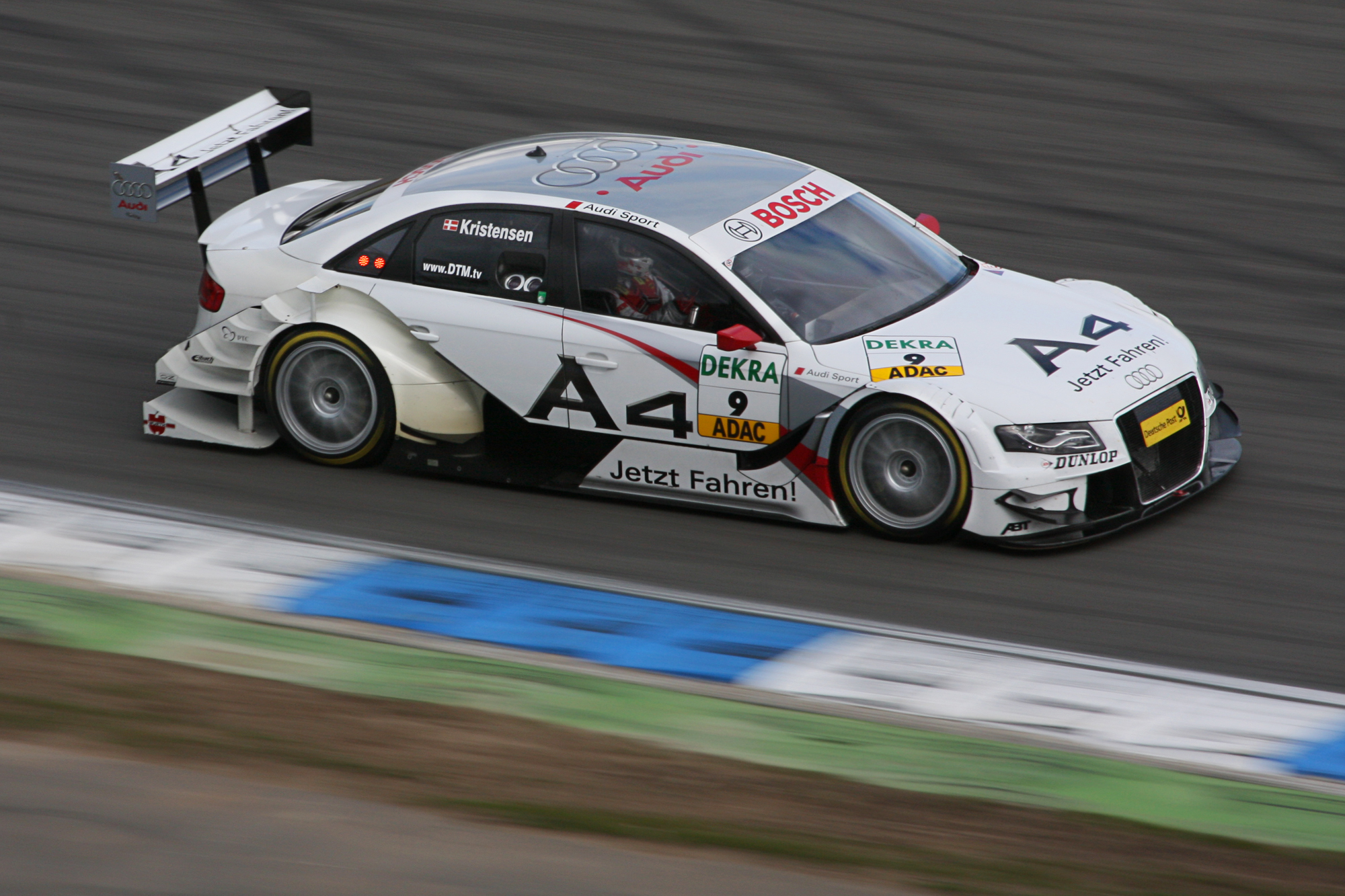
Kristensen na DTM em Hockenheim em 2008.

Tom Kristensen (Hobro, 7 de julho de 1967) é um automobilista dinamarquês. Sua mais famosa conquista foi tornar-se o primeiro piloto a vencer a prestigiosa corrida 24 Horas de Le Mans por nove vezes: 1997, 2000, 2001, 2002, 2003, 2004, 2005, 2008 e 2013, , seis delas consecutivamente: 2000-2005. Também foi piloto do campeonato alemão da Deutsche Tourenwagen Masters (DTM), como piloto de fábrica da montadora Audi.

## Estatística e carreira
Em 1997, venceu pela primeira vez as 24 Horas de Le Mans com a equipa Joest Racing, pilotando um TWR Porsche ao lado de Michele Alboreto e Stefan Johansson.
De 2000 a 2002, venceu com um Audi R8, ao lado de Frank Biela e Emanuele Pirro. Eles tornaram-se os primeiros três pilotos a vencer por três vezes consecutivas a corrida desde Jacky Ickx em 1977. 
Em 2003, venceu com a fabricante Bentley.
Em 2004, igualou as seis vitórias com o belga Jacky Ickx em Le Mans na equipa Team Goh's pilotando um Audi R8. 
Em 2005 Kristensen alcançou a marca de sete vitórias na tradicional corrida francesa. Marca que ampliou com sua oitava vitória em 2008.
Na edição de 2013, ele conseguiu sua nona e última vitória ao lado de Allan McNish e o Loïc Duval.
Em 19 de novembro de 2014, Tom Kristensen anuncia aposentadoria do automobilismo.

### Resultados das 24 Horas de Le Mans

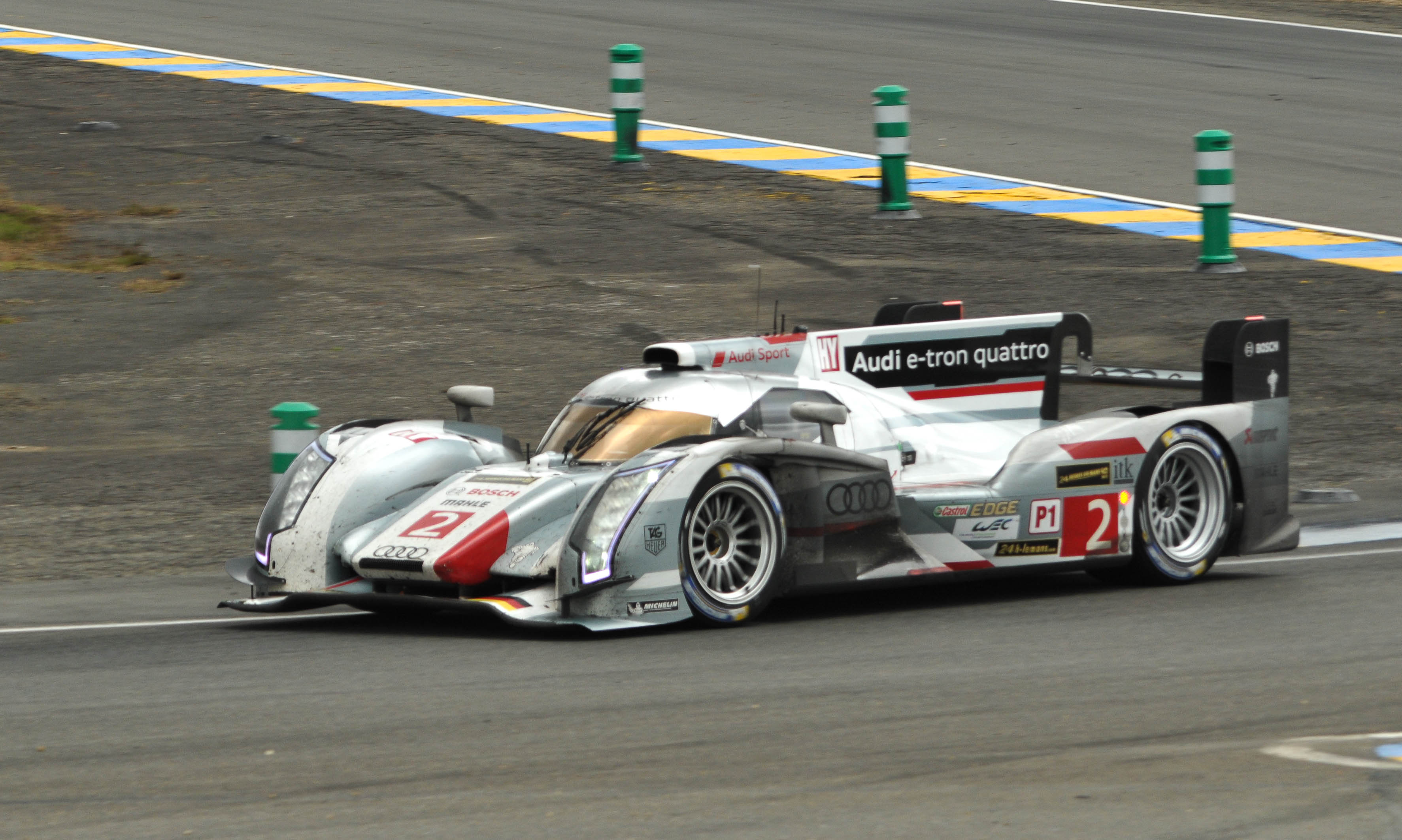
Kristensen nas 24 Horas de Le Mans de 2013.

### Resultados na DTM
| Ano  | Equipe | 1       | 2       | 3       | 4       | 5     | 6        | 7       | 8     | 9       | 10     | 11    | Pontos | Pos |
| ---- | ------ | ------- | ------- | ------- | ------- | ----- | -------- | ------- | ----- | ------- | ------ | ----- | ------ | --- |
| 2004 | Audi   | HOC 4   | EST 4   | ADR 10  | EUR 10  | NOR 6 | SHA* Ret | NÜR 5   | OSC 1 | ZAN 6   | BRN 2  | HOC 4 | 43     | 4º  |
| 2005 | Audi   | HOC Ret | EUR 2   | SPA 3   | BRN 2   | OSC 5 | NOR 7    | NÜR 2   | ZAN 4 | EUR 3   | IST 5  | HOC 4 | 56     | 3º  |
| 2006 | Audi   | HOC 2   | EUR 2   | OSC 1   | BRA Ret | NOR 5 | NÜR 5    | ZAN 1   | CAT 9 | BUG 3   | HOC 3  |       | 56     | 3º  |
| 2007 | Audi   | HOC Ret | OSC Inj | EUR Inj | BRA Inj | NOR 5 | MUG 8    | ZAN 18  | NÜR 8 | CAT 9   | HOC 6  |       | 9      | 14º |
| 2008 | Audi   | HOC 3   | OSC Ret | MUG 3   | EUR 16  | NOR 7 | ZAN 3    | NÜR Ret | BRA 7 | CAT 13  | BUG 8  | HOC 5 | 27     | 8º  |
| 2009 | Audi   | HOC 1   | EUR 12  | NOR 8   | ZAN 8   | OSC 8 | NÜR Ret  | BRA Ret | CAT 2 | BUG Ret | HOC 15 |       | 21     | 8º  |

### Resultados das 24 Horas de Le Mans[7]
| Ano  | Equipe                    | Nº | Co-Pilotos                        | Chassi                                  | Pneus | Classe | Voltas | Posição | Posição Na Categoria |
| Ano  | Equipe                    | Nº | Co-Pilotos                        | Motor                                   | Pneus | Classe | Voltas | Posição | Posição Na Categoria |
| ---- | ------------------------- | -- | --------------------------------- | --------------------------------------- | ----- | ------ | ------ | ------- | -------------------- |
| 1997 | Joest Racing              | 7  | Michele Alboreto Stefan Johansson | TWR Porsche WSC-95                      | G     | LMP    | 361    | 1º      | 1º                   |
| 1997 | Joest Racing              | 7  | Michele Alboreto Stefan Johansson | Porsche Type-935 3.0L Turbo Flat-6      | G     | LMP    | 361    | 1º      | 1º                   |
| 1998 | Team BMW Motorsport       | 1  | Hans-Joachim Stuck Steve Soper    | BMW V12 LM                              | M     | LMP1   | 60     | DNF     | DNF                  |
| 1998 | Team BMW Motorsport       | 1  | Hans-Joachim Stuck Steve Soper    | BMW S70 6.0L V12                        | M     | LMP1   | 60     | DNF     | DNF                  |
| 1999 | Team BMW Motorsport       | 17 | JJ Lehto Jörg Müller              | BMW V12 LMR                             | M     | LMP    | 304    | DNF     | DNF                  |
| 1999 | Team BMW Motorsport       | 17 | JJ Lehto Jörg Müller              | BMW S70 6.0L V12                        | M     | LMP    | 304    | DNF     | DNF                  |
| 2000 | Audi Sport Team Joest     | 8  | Frank Biela Emanuele Pirro        | Audi R8                                 | M     | LMP900 | 368    | 1º      | 1º                   |
| 2000 | Audi Sport Team Joest     | 8  | Frank Biela Emanuele Pirro        | Audi 3.6L Turbo V8                      | M     | LMP900 | 368    | 1º      | 1º                   |
| 2001 | Audi Sport Team Joest     | 1  | Frank Biela Emanuele Pirro        | Audi R8                                 | M     | LMP900 | 321    | 1º      | 1º                   |
| 2001 | Audi Sport Team Joest     | 1  | Frank Biela Emanuele Pirro        | Audi 3.6L Turbo V8                      | M     | LMP900 | 321    | 1º      | 1º                   |
| 2002 | Audi Sport Team Joest     | 1  | Frank Biela Emanuele Pirro        | Audi R8                                 | M     | LMP900 | 375    | 1º      | 1º                   |
| 2002 | Audi Sport Team Joest     | 1  | Frank Biela Emanuele Pirro        | Audi 3.6L Turbo V8                      | M     | LMP900 | 375    | 1º      | 1º                   |
| 2003 | Team Bentley              | 7  | Rinaldo Capello Guy Smith         | Bentley Speed 8                         | M     | LMGTP  | 377    | 1º      | 1º                   |
| 2003 | Team Bentley              | 7  | Rinaldo Capello Guy Smith         | Bentley 4.0L Turbo V8                   | M     | LMGTP  | 377    | 1º      | 1º                   |
| 2004 | Audi Sport Japan Team Goh | 5  | Rinaldo Capello Seiji Ara         | Audi R8                                 | M     | LMP1   | 379    | 1º      | 1º                   |
| 2004 | Audi Sport Japan Team Goh | 5  | Rinaldo Capello Seiji Ara         | Audi 3.6L Turbo V8                      | M     | LMP1   | 379    | 1º      | 1º                   |
| 2005 | ADT Champion Racing       | 3  | JJ Lehto Marco Werner             | Audi R8                                 | M     | LMP1   | 370    | 1º      | 1º                   |
| 2005 | ADT Champion Racing       | 3  | JJ Lehto Marco Werner             | Audi 3.6L Turbo V8                      | M     | LMP1   | 370    | 1º      | 1º                   |
| 2006 | Audi Sport Team Joest     | 7  | Rinaldo Capello Allan McNish      | Audi R10 TDI                            | M     | LMP1   | 367    | 3º      | 3º                   |
| 2006 | Audi Sport Team Joest     | 7  | Rinaldo Capello Allan McNish      | Audi TDI 5.5L Turbo V12 (Diesel)        | M     | LMP1   | 367    | 3º      | 3º                   |
| 2007 | Audi Sport Team Joest     | 2  | Rinaldo Capello Allan McNish      | Audi R10 TDI                            | M     | LMP1   | 262    | DNF     | DNF                  |
| 2007 | Audi Sport Team Joest     | 2  | Rinaldo Capello Allan McNish      | Audi TDI 5.5L Turbo V12 (Diesel)        | M     | LMP1   | 262    | DNF     | DNF                  |
| 2008 | Audi Sport Team Joest     | 2  | Rinaldo Capello Allan McNish      | Audi R10 TDI                            | M     | LMP1   | 381    | 1º      | 1º                   |
| 2008 | Audi Sport Team Joest     | 2  | Rinaldo Capello Allan McNish      | Audi TDI 5.5L Turbo V12 (Diesel)        | M     | LMP1   | 381    | 1º      | 1º                   |
| 2009 | Audi Sport Team Joest     | 1  | Rinaldo Capello Allan McNish      | Audi R15 TDI                            | M     | LMP1   | 376    | 3º      | 3º                   |
| 2009 | Audi Sport Team Joest     | 1  | Rinaldo Capello Allan McNish      | Audi TDI 5.5 L Turbo V10 (Diesel)       | M     | LMP1   | 376    | 3º      | 3º                   |
| 2010 | Audi Sport Team Joest     | 7  | Rinaldo Capello Allan McNish      | Audi R15 TDI plus                       | M     | LMP1   | 394    | 3º      | 3º                   |
| 2010 | Audi Sport Team Joest     | 7  | Rinaldo Capello Allan McNish      | Audi TDI 5.5 L Turbo V10 (Diesel)       | M     | LMP1   | 394    | 3º      | 3º                   |
| 2011 | Audi Sport Team Joest     | 3  | Rinaldo Capello Allan McNish      | Audi R18 TDI                            | M     | LMP1   | 14     | DNF     | DNF                  |
| 2011 | Audi Sport Team Joest     | 3  | Rinaldo Capello Allan McNish      | Audi TDI 3.7 L Turbo V6 (Diesel)        | M     | LMP1   | 14     | DNF     | DNF                  |
| 2012 | Audi Sport Team Joest     | 2  | Rinaldo Capello Allan McNish      | Audi R18 e-tron quattro                 | M     | LMP1   | 377    | 2º      | 2º                   |
| 2012 | Audi Sport Team Joest     | 2  | Rinaldo Capello Allan McNish      | Audi TDI 3.7 L Turbo V6 (Hybrid Diesel) | M     | LMP1   | 377    | 2º      | 2º                   |
| 2013 | Audi Sport Team Joest     | 2  | Allan McNish Loïc Duval           | Audi R18 e-tron quattro                 | M     | LMP1   | 348    | 1º      | 1º                   |
| 2013 | Audi Sport Team Joest     | 2  | Allan McNish Loïc Duval           | Audi TDI 3.7 L Turbo V6 (Hybrid Diesel) | M     | LMP1   | 348    | 1º      | 1º                   |
| 2014 | Audi Sport Team Joest     | 1  | Marc Gené Lucas di Grassi         | Audi R18 e-tron quattro                 | M     | LMP1-H | 376    | 2º      | 2º                   |
| 2014 | Audi Sport Team Joest     | 1  | Marc Gené Lucas di Grassi         | Audi TDI 4.0 L Turbo V6 (Diesel)        | M     | LMP1-H | 376    | 2º      | 2º                   |